# دینامیت سیاه (مجموعه تلویزیونی)
دینامیت سیاه (به انگلیسی: Black Dynamite) مجموعه تلویزیونی پویانمایی
(در ژانر کمدی) آمریکایی بر اساس فیلمی به همین نام است.

## داستان
این پویانمایی در سال ۱۹۷۰ می‌گذرد، دینامیت سیاه، یک کهنه سرباز جنگ ویتنام و مأمور سابق سازمان سیا که به تمیز کردن خیابان‌ها از فروشندگان مواد مخدر و گانگسترها می‌پردازد.

## بازیگران اصلی
- مایکل جای وایت-دینامیت سیاه
- تامی دیویدسون-کرم
- ساموئل ال جکسون
- اسنوپ داگ[۱]